# Fritz (Schiff)
Die Fritz war das erste Seeschiff mit doppeltwirkenden -Zweitakt-Diesel-Antriebsmotoren.

## Vorgeschichte (Primus,SecundusundSelandia)
Der weit vorausschauende und diplomatische Reeder Albert Ballin, seit 1899 Generaldirektor der HAPAG, hatte auf dem Höhepunkt der Dampfmaschinen als Schiffsantrieb die immensen Vorteile des von Rudolf Diesel 1897 vorgeführten Motors als zukünftigen Schiffsantrieb erkannt. Statt der bisherigen Antriebsanlage bestehend aus Dampfmaschine und Kessel wurde jetzt nur noch der Motor gebraucht, der außerdem auch noch einen mehr als doppelt so hohen Wirkungsgrad hatte. Er wollte das weltweit erste Seeschiff mit Dieselmotorantrieb in Dienst stellen und gab frühzeitig nicht nur ein, sondern gleich zwei Schiffe mit Dieselmotorantrieb in Auftrag.

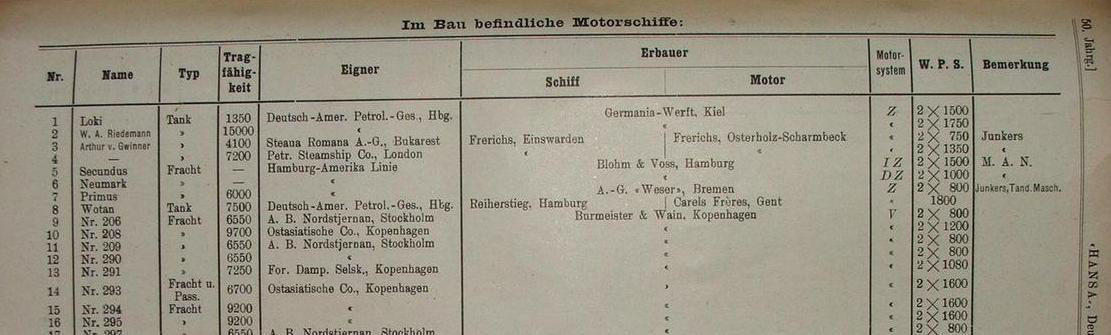
Tabelle über 1913/14 im Bau befindliche Motorschiffe

Bei der Bremer Werft AG Weser wurde die Primus mit zwei Motoren nach den Patenten von Hugo Junkers und bei der Hamburger Werft Blohm & Voss die Secundus mit zwei Dieselmotoren bestellt. Diese Motoren wurden von einer 1909 gebildeten Studiengemeinschaft von MAN und Blohm & Voss als doppeltwirkende Motoren entwickelt, konstruiert und gebaut. Die Primus mit zwei Dreizylindermotoren, die als Gegenkolbenmotoren in Tandembauart konstruiert waren, bereiteten der AG Weser aufgrund der komplizierten Bauart mit vier Kolben pro Zylinder extrem viele Schwierigkeiten. Die Motoren wurden nach aufwendigen Erprobungen, Probefahrten und Nachbesserungen wieder ausgebaut und das Schiff wurde 1915 mit zwei Dampfmaschinen als Kribi in Dienst gestellt. Blohm & Voss hatte die Secundus wegen Terminüberschreitungen aufgrund von großen technischen Schwierigkeiten beim Bau der doppeltwirkenden MAN/B&V-Zweitakt-Dieselmotoren mit zwei einfachwirkenden Dieselmotoren im März 1914 abgeliefert. Primus und Secundus mussten sich der im Februar abgelieferten Selandia geschlagen geben und Ballin kaufte im Juli 1912 das Schwesterschiff Fionia, nannte sie in Christian X um (von 1912 bis 1947 König von Dänemark) und setzte sie in Fahrt.

## Geschichte
Der Motorkonstrukteur von Blohm & Voss, Oberingenieur Fritz Nordhausen, war trotz des Misserfolges mit der Secundus von seiner Idee der doppeltwirkenden Dieselmotoren überzeugt. Nach Rücksprache mit Hermann Blohm, Ernst Voss und Hermann Frahm erreichte er, dass Blohm & Voss ein Frachtschiff auf eigene Rechnung baute. Damit sollten den Reedern die Vorteile eines Schiffsantriebes mit doppeltwirkenden Dieselmotoren unter praktischen Beweis gestellt werden.
Hintergrund war der hohe Anspruch der Konstrukteure, mit einem doppeltwirkendem Zweitakt-Dieselmotor eine hohe Leistung vergleichbar den Dampfmaschinen zu generieren, denn die Reeder forderten, auch den Dieselmotor mit möglichst wenig Zylindern zu bauen. Sie vergaßen dabei jedoch, dass Dampfschiffe im Gegensatz zu Motorschiffen für den Antrieb zwei Räume benötigen: den Kesselraum und den Maschinenraum.
Am 24. Februar 1914 lief die Fritz vom Stapel und war mit zwei doppeltwirkenden Dreizylinder-Zweitakt-Dieselmotoren mit je 830 PS ausgestattet. Die Werft konnte aufgrund des inzwischen herrschenden Krieges und von technischen Problemen mit dem Motor das Schiff nach Probefahrten auf der Elbe erst am 15. Mai 1915 abliefern.
Am Ende des Krieges wurde das Schiff von einer deutschen Überführungsmannschaft an Großbritannien ausgeliefert, wurde aufgrund von Problemen mit der Bedienung der Motoren später in einen Dampfer umgebaut und umgetauft.
1940 gehörte das Schiff als Assyrian der Reederei Ellerman & Papayanni & Company in London und wurde auf der Route von New Orleans (Vereinigte Staaten) nach Sydney (Kanada) und Liverpool (Vereinigtes Königreich) mit einer Ladung von 3.700 t Getreide sowie neun Passagieren im Nordatlantik versenkt. Die Assyrian fuhr im Geleitzug SC 7 und befand sich nördlich von Irland, als das U-Boot U 101 mit Fritz Frauenheim als Kommandant das Schiff am 18. Oktober 1940 mit einem Torpedo traf, wodurch die Assyrian in der Mitte durchbrach und sank. 17 Personen starben und 34 Personen überlebten diesen Angriff.

## Beschreibung
Die Fritz hatte eine Länge von 100,6 m, eine Seitenhöhe von 7,8 m, einen Tiefgang von 6,8 m, eine Breite von 13,6 m und war mit 3085 BRT vermessen. Sie hatte eine Tragfähigkeit von 4635 tdw und war mit Einrichtungen für neun Passagieren ausgestattet. Die zwei Motoren zu je 830 PS wirkten auf zwei Propeller und verliehen dem Frachter eine Geschwindigkeit von 12 Knoten. Die anfänglichen Probleme im Motorbetrieb hingen vorwiegend mit den Kolbenunterseiten zusammen. Solange der Motor nur mit der Oberseite der Kolben, also einfachwirkend lief, funktionierte er einwandfrei. Wurde die Kolbenunterseite zugeschaltet, d. h. wurde auch unter dem Kolben Brennstoff eingespritzt, gab es Probleme aufgrund sehr schlechter Verbrennung, was sich am Schornstein mit extremer Rauchentwicklung zeigte. Mit vielen Versuchen und Geduld wurde die Probleme schrittweise beseitigt und der Betrieb verbessert. Auch die Schwierigkeiten mit den Stopfbuchsen der Kolbenstangen konnten beseitigt werden.
Danach hat sich der doppeltwirkende Zweitakt-Dieselmotor für Seeschiffe immer mehr durchgesetzt und wurde erst ab 1960 von einfachwirkenden Dieselmotoren verdrängt, die mit Abgasturbolader ausgestattet deutlich höhere Leistungen ermöglichten.

## Weitere Pionier-Motorschiffe
- Selandia
- Loki
- Arthur von Gwinner
- Wotan
- Rolandseck
- Monte Penedo